# 하늘빛초등학교
하늘빛초등학교는 대한민국 경기도 김포시 운양동에 있는 공립 초등학교이다.

## 학교 연혁
- 2012.02 천현초등학교로 허가
- 2013.03.01 하늘빛초등학교로 개교(기준:24학급)
- 2013.03.01 초대 박정태 교장 취임(초등 6학급, 유치원 3학급)
- 2013.03.04 제1회 입학식 및 시업식
- 2013.03.06 제1회 병설유치원 개원식(65명)
- 2013.05.01 개교기념식
- 2014.02.14 제1회 졸업식
- 2014.03.03 제2회 입학식 및 시업식